# 深沢氏
深沢・深澤氏（ふかさわし・ふかざわし）は日本の氏族。明治以前はふかさわと発音していたが、明治以降、ふかざわと発音する家が増えてきたとされる。山梨、長野、静岡ではふかさわと発音することが多い。

## 神姓諏訪氏族
本姓を神氏とし、諏訪神社大祝 諏訪氏の庶流に深沢氏あり。信濃国伊那郡深沢より起こる。。
```
系譜　神太夫盛行―神太郎行長―深沢四郎行衡―忠尚―鬼太郎行尚
```

## 清和源氏佐竹氏族
本姓を源氏とする深沢氏は清和天皇第六皇子 貞純親王の王子 経基王を祖とする清和源氏の家系で、二代源満仲の四男 頼信を祖とする河内源氏の二代 頼義の三男 新羅三郎義光の長男 源義業の子 佐竹昌義にはじまる常陸源氏 佐竹氏の庶流にあたる。野沢遠江守秀辰の末裔で、平姓の清兵衛が同氏を冒すという。また、関連情報については本項 常陸国の深沢氏の節を見よ。

## 清和源氏秋山氏族
同じく新羅三郎義光の末裔に別系統の深沢氏あり。即ち、甲斐源氏の秋山氏の庶流。即ち、義光の三男で甲斐源氏の祖 武田冠者義清と佐竹の祖 義業の女との間に生まれた源清光の流れを汲み、その三男 加賀美遠光の嫡男 光朝より秋山氏起こる。その裔、帯刀左衛門光章の孫 六郎左衛門尉光盛、山梨東郡深沢に拠りて深沢氏を名乗るという。その十代の後胤 深沢幸左衛門光景という。
また、安芸国守護武田信武に従った逸見信経・有朝父子は、鎌倉時代に活躍した武田氏流の子孫ではなく、秋山氏流深沢氏の出身で信武の信任を受けて逸見の名字を与えられたと言われている。信経の祖父である深沢太郎隆経（禅円）と前述の光盛の関係は不明であるが大善寺古文書に深沢の領主として登場する「深沢善縁」と同一人物と推定され、その息子である深沢五郎有経（禅心）は平賀有義の子と推定される平賀九郎有信（念仏）から承久の乱の恩賞地である安芸国安芸町村地頭職などを譲られ、信経父子はその縁で安芸に赴いたと考えられている。信経の嫡男である有経は安芸に定着したものの子孫に恵まれなかったために備後国の三吉秀明に所領を譲ったとされるが、有経の兄弟たちはそのまま甲斐に残ったと考えられ、室町時代に鎌倉府の支持を受けて甲斐守護を称した逸見有直がその末裔であった可能性が指摘されている。

## 常陸国の深沢氏
水戸藩士に深沢閑水忠次なる者あり、同じ水戸徳川家中の安島七郎左衛門信可の三男 八次郎信之を養子とするという。
また、幕末維新期、水戸天狗党に属し、戦った水戸藩士として深沢悌之進忠善がいる。悌之進は深沢忠次郎忠純の子で床机廻りを務める。天狗党に与した後、捕えられ、慶応元年（1865年）7月8日、下総国古河で獄死する。享年22。靖国神社合祀。